# Café Weinberg

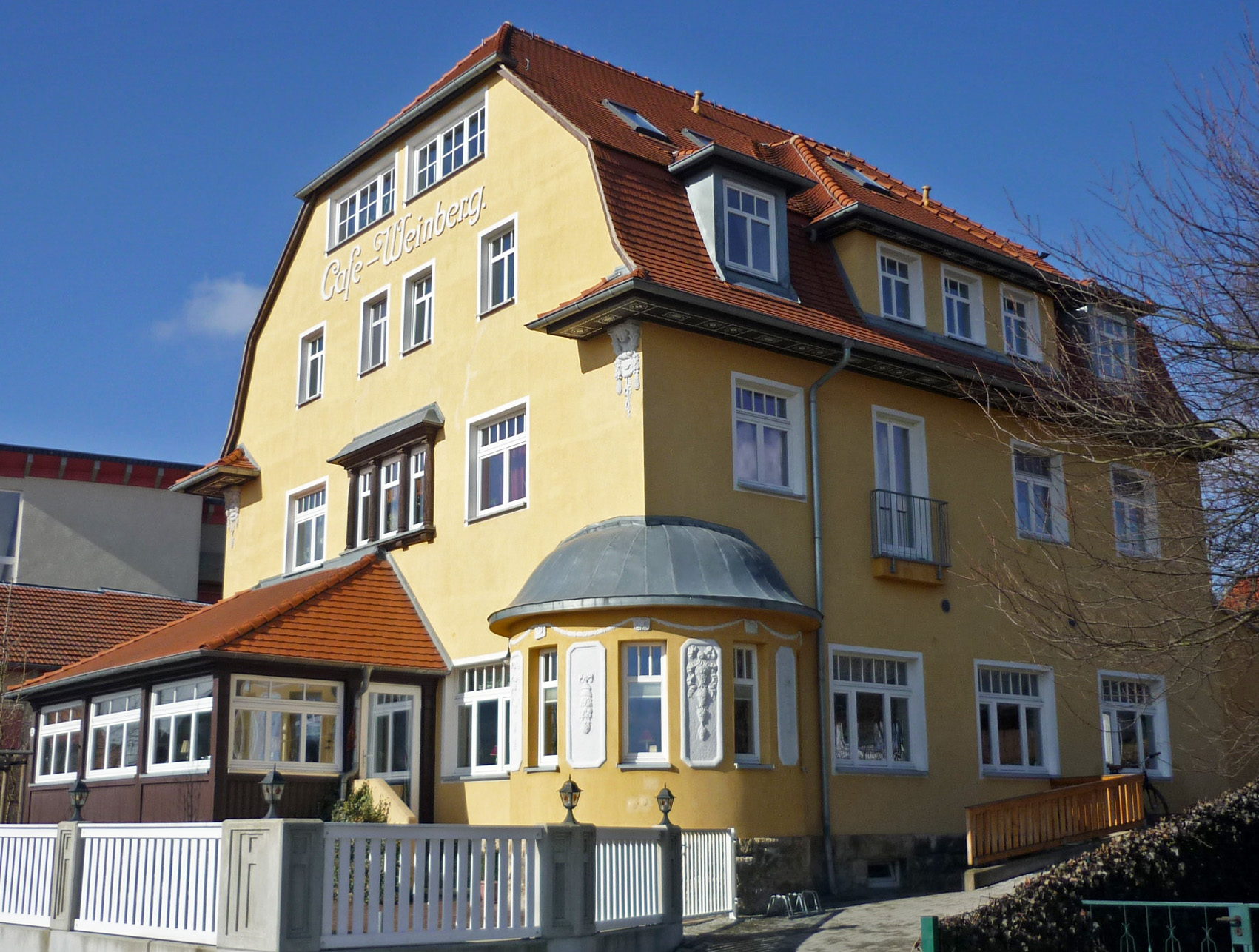
Das Café Weinberg im Dresdner Stadtteil Kaitz

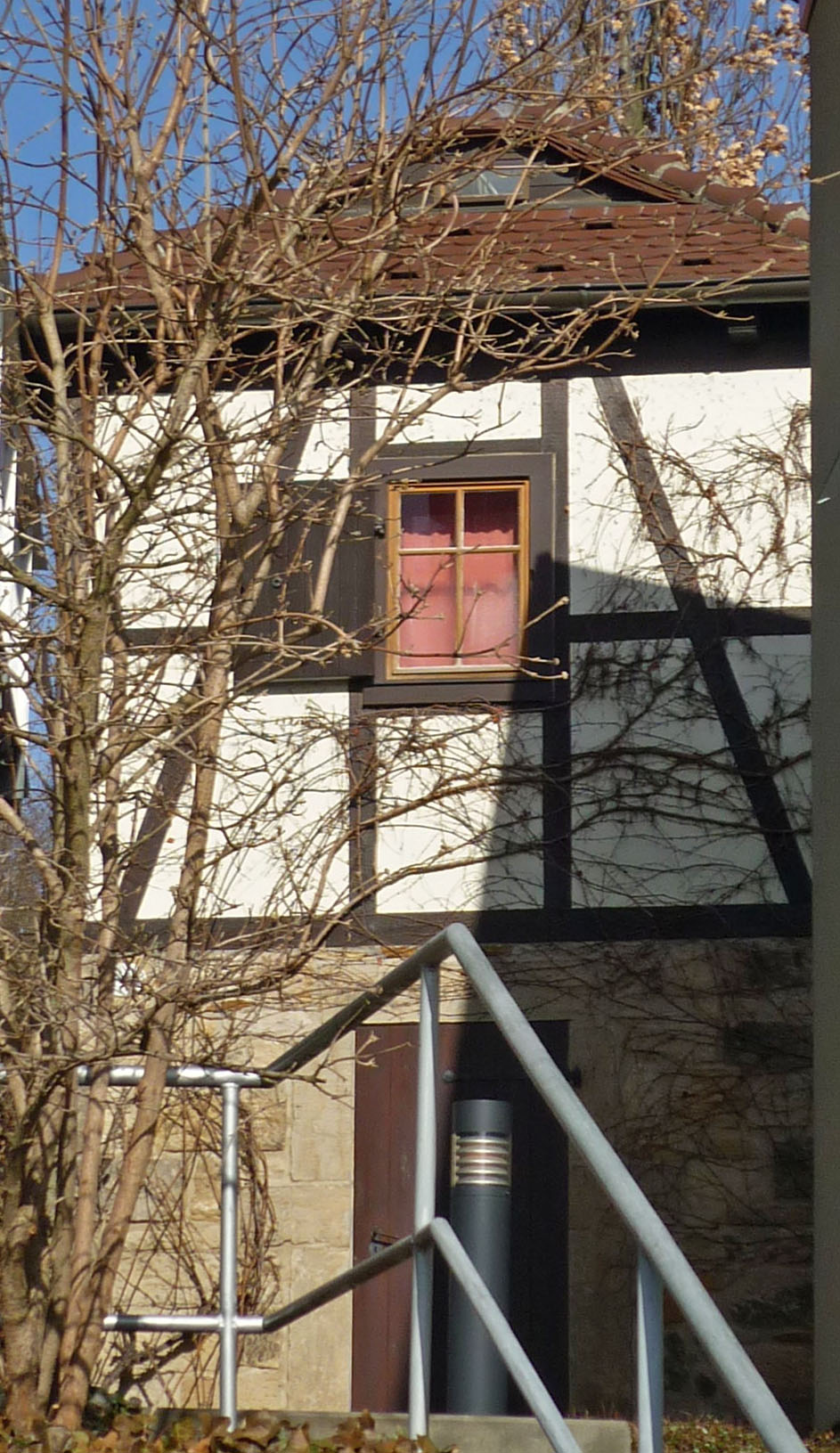
Ehemaliges Weinberghäuschen

Das Café Weinberg ist ein historisches Gaststättengebäude im Dresdner Stadtteil Kaitz. Es entstand auf einem früheren Weinberggrundstück und steht als Kulturdenkmal unter Denkmalschutz.

## Geschichte
Das Gebäude Kaitzer Weinberg 12 wurde 1913/14 auf einem früheren Weinberggrundstück errichtet und war von Beginn an als Ausflugsgaststätte konzipiert. Seinen Namen erhielt es nach der Lage oberhalb der früheren Weinberge des Ortes.
Bereits im Mittelalter waren die Südhänge des Kaitzbachtals für den Weinbau genutzt worden. Letztes Sachzeugnis aus dieser Zeit ist ein auf dem Nachbargrundstück (Nr. 14) erhaltenes Weinberghaus von 1686. Das historische Fachwerkgebäude mit Bruchsteinuntergeschoss und Fachwerkaufbau steht, ebenso wie die zugehörige Einfriedungsmauer mit Rundbogenportal, unter Denkmalschutz. Eine einst auf dem Dach befindliche Wetterfahne fiel 1962 einem Sturm zum Opfer. Nach 1990 wurde das Grundstück mit mehreren modernen Wohnhäusern bebaut. Das verfallene Weinberghaus entstand in diesem Zusammenhang neu nach historischem Vorbild, jedoch ohne die Dachaufbauten.
Nachdem der Weinbau um Kaitz Ende des 19. Jahrhunderts zum Erliegen gekommen war, ließ der Eigentümer der Weinberge, der Kaitzer Gutsbesitzer Franz, das Grundstück in einzelne Parzellen aufteilen und verkaufte diese an den Dresdner Konditormeister Ernst Theodor Opitz.
Opitz ließ 1913 an der damaligen Weinbergstraße (heute Kaitzer Weinberg 12) ein zweigeschossiges Gebäude errichten und richtete dort sein „Café Weinberg“ ein. Zum Lokal gehörten neben den Restaurations- und Wirtschaftsräumen eine hölzerne Veranda und ein Gästegarten zur Talseite. Die Innenausstattung stammt aus den Deutschen Werkstätten Hellerau und wurde von Richard Riemerschmid entworfen. Neben Tischen und Sitzbänken gestaltete Riemerschmid auch die hölzernen Wand- und Heizungsverkleidungen, die Innentüren und die Theke. Das Nachbargrundstück mit dem Weinberghäuschen diente als Obstgarten.
Von der Veranda und dem angrenzenden Gästegarten bietet sich eine herrliche Aussicht über das Kaitzbachtal bis hin zur Sächsischen Schweiz, weshalb sich das Café schnell zu einem beliebten Ausflugsziel der Dresdner entwickelte. Beim Luftangriff auf Dresden am 13. Februar 1945 wurde die Stützmauer zur Straße stark beschädigt, konnte jedoch bald wieder hergestellt werden. Auch zu DDR-Zeiten blieb das Café in Privatbesitz. Eine denkmalgerechte Sanierung des Gebäudes erfolgte nach 1990.